# Сава Рагузинський
Сава Рагузинський, справжнє прізвище Владиславич (1668—1738) — ілірійський граф (1711), родом з Боснії, негоціант і дипломат, провадив торговельні й фінансові операції в країнах Близького Сходу, Італії, в Україні і в Росії, як агент українського і російського урядів, і виконував політичні доручення останнього на Балканах.

## Життєпис
Місце народження Сави Лукича точно невідоме. Називають три місця, але за назвою міста Дубровник (або Рагуза), що стала його прізвищем, вважається, що він міг народитися в Рагузі. Мав торговельні справи в столиці Османської імперії Стамбулі. Перебування в мусульманському оточенні навернуло його до спілкування з православними з Московії. Є відомості, що він контактував з послом Василем Голіциним та Ємельяном Ігнатовичем Українцевим і виконував його таємні доручення. Знав декілька мов; був знайомим з Іваном Степановичем Мазепою і виконував і його дипломатичні доручення. 1703 року вперше відвідав Москву, а з 1708 року оселився там.
Хитрого і гнучкого в спілкуванні іноземця наблизив до себе московський цар Петро І. З 1711 року став представником Московії в Чорногорії та в Молдові, що була на той час силоміць приєднана до Османської імперії. В 1716—1722 роках Петро І перевів його в Рим і Венецію, де Рагузинський провів низку важливих перемов. Серед делікатних доручень Сави Рагузинського — придбання і транспортування в Петербург творів мистецтва; одним з його клієнтів був військовий генерал-губернатор нової столиці Меншиков Олександр Данилович.
Згодом був російським надзвичайним і повноважним міністром у Китаї (1725—1728); 1727 року підписав Буринський і Кяхтинський договори про кордони й торгівлю. Тримав на оренді українську індукту за Мазепи, експортував поташ з гетьманських буд тощо.
1710 року одержав великі маєтності на Гетьманщині, сконфісковані у мазепинських емігрантів, зокрема м. Велика Топаль, Стародубського полку, де заснував першу на Лівобережній Україні парусно-полотняну фабрику (між 1718-1720 рр.). Спадкоємці його володінь в Україні племінники Рагузинського — Гаврило і Мойсей Владиславичі, посвячені з українсько-козацькою старшиною, продовжували його торговельно-промислові й фінансові підприємства в Україні до 1770-х pp., коли маєтки бездітних Рагузинських перейшли до графа П. Рум'янцева, а титул графів Владиславичів був переданий родичам Рагузинських — Папреницям, нащадки яких існували в Україні ще у другій половні 19 ст.